# Kutiatodu
Kutiatodu är en ort i Indien.   Den ligger i distriktet Alappuzha och delstaten Kerala, i den södra delen av landet, 2 100 km söder om huvudstaden New Delhi. Kutiatodu ligger 9 meter över havet och antalet invånare är 22 880.
Terrängen runt Kutiatodu är mycket platt. Runt Kutiatodu är det mycket tätbefolkat, med 1 463 invånare per kvadratkilometer. Närmaste större samhälle är Kochi, 17,5 km nordväst om Kutiatodu. Trakten runt Kutiatodu består huvudsakligen av våtmarker.